# Regione di Singida
La regione di Singida (ufficialmente Singida Region, in inglese) è una regione della Tanzania. Prende il nome dal suo capoluogo, Singida.

## Distretti
La regione è divisa amministrativamente in sei distretti:
- Singida urbano
- Singida rurale
- Ikungi
- Iramba
- Manyoni
- Mkalama